# Edme Mariotte
Edme Mariotte (n. 1620, Dijon, Franța – d. 12 mai 1684, Paris, Regatul Franței) a fost un fizician și matematician francez, cunoscut pentru contribuțiile sale semnificative în domeniul studiului gazelor și al mecanicii. Iată câteva informații cheie despre el și descoperirile sale:
1. Legea lui Mariotte: Mariotte este cunoscut pentru formularea legii care poartă numele său, care este un caz particular al legii gazelor ideale. Legea lui Mariotte afirmă că, la temperatură constantă, volumul unui gaz este invers proporțional cu presiunea sa. Aceasta poate fi exprimată matematic astfel: P⋅V=constant unde:
  - P este presiunea,
  - V este volumul gazului. Această lege este esențială pentru înțelegerea comportamentului gazelor și face parte din studiul mecanicii fluidelor. Legea lui Mariotte este un caz particular al legii gazelor ideale pentru un proces izoterm (adică la temperatură constantă).
2. Contribuțiile sale în optică și fizică: Mariotte a studiat și fenomenul refracției luminii și a fost un pionier în dezvoltarea teoriei mecanicii fluidelor. De asemenea, a cercetat modul în care aerul și alte gaze se comportă la diferite presiuni și temperaturi, punând bazele pentru studiul termodinamicii.
3. Experimentele sale: Mariotte a realizat numeroase experimente pe gazele din atmosferă și a observat că presiunea și volumul unui gaz se schimbă în mod predictibil atunci când temperatura este constantă. Aceste observații au dus la formularea legii sale.
4. Publicațiile sale: Principalele sale lucrări sunt „De la pression des corps” (1676), în care descria comportamentul presiunii și volumul gazelor. În acest tratat, el a înregistrat rezultatele experimentelor sale cu aerul și alte gaze, care l-au condus la formularea legii lui Mariotte.
5. Relația cu Boyle: Legea lui Mariotte este similară cu legea lui Robert Boyle, un alt savant care a studiat comportamentul gazelor. Deși Boyle și Mariotte au ajuns la aceleași concluzii prin metode diferite, este important de menționat că legea a fost descoperită aproape simultan de ambii, iar termenul „Legea lui Boyle-Mariotte” este folosit pentru a recunoaște ambele descoperiri.
6. Importanța lucrărilor sale: Munca lui Mariotte a avut un impact semnificativ asupra dezvoltării fizicii și a contribuit la înțelegerea mai profundă a fenomenelor legate de gazele ideale și comportamentul fluidelor, iar legea sa continuă să fie un principiu fundamental în studiile de fizică și inginerie.